# Лаухгайм
Лаухгайм (нім. Lauchheim) — місто в Німеччині, знаходиться в землі Баден-Вюртемберг. Підпорядковується адміністративному округу Штутгарт. Входить до складу району Східний Альб.
Площа — 40,97 км2. Населення становить 4715 ос. (станом на 31 грудня 2020).